# Feroculus feroculus
Feroculus feroculus é uma espécie de insetívoro da família Soricidae. Pode ser encontrado na Índia e Sri Lanka. É a única espécie do gênero Feroculus.